# Associação Paulista de Belas Artes
A Associação Paulista de Belas Artes, também identificada pela sigla APBA, é uma entidade sem fins lucrativos, fundada em 20 de março de 1942 e declarada de utilidade pública. Sua missão consiste em propagar o ensino da arte.

## Histórico
Tudo começou no início do outono de 1942. Os artistas Torquato Bassi, João Del Nero, Juarez de Almada Fagundes, Ricardo Cipicchia, Roque De Mingo, Eurico Franco Caiuby, Lázaro de Freitas, João Batista Ferri, José Torres, Luiz Atilio Ferrible Fiori, Luiz Verri, Maurício Fetel, Mario de Campos Pacheco, Dr. Virgilio Delamonica, e José Maria da Silva Neves, reunidos no Bar Ao Franciscano, decidiram criar uma entidade que reunisse os figurativos e que os permitisse exercitar e aprimorar suas técnicas com pintura in loco, sem a utilização de recursos artificiais como a fotografia, projeção, etc. 
A nova entidade deveria, também, ser uma instituição aberta aos artistas, independente de sua classe social, etnia, opção religiosa, ou formação pedagógico-profissional, já que as academias existentes em São Paulo e Rio de Janeiro privilegiavam as classes mais abastadas. 
Para o grupo era mais que fundamental o surgimento da instituição que impulsionasse as belas artes, em face da nova onda modernista que ganhava força com a verticalização da arquitetura paulista, que na época rompia com os padrões clássicos e as tendências européias. E foi durante aquele bate-papo informal que nasceu a Sociedade dos Artistas de São Paulo. A ata da fundação foi registrada em um papel timbrado do próprio restaurante.
Aqueles artistas novamente se encontraram no dia 14 de maio do mesmo ano, na sede da Escola de Belas Artes de São Paulo, localizada na rua Onze de Agosto, para eleger a nova diretoria. Compareceram nessa reunião Acácio F. Gouveia, Alberto Frisor, Alberto Emilio Naddeo, Alvaro de Mello Barros, Antonio Caringi, Antonio Tavares de Oliveira, Clodomiro Amazonas, Djalma Urban, Edmundo Migliaccio, Edwirges Jacobuschi, Helio Coloccioni, Inocêncio Vilhegas, Inocêncio Borghesi, Luiz Guerin, Luiz Morrone, João Scuotto, José Cucê, e Roque de Chiaro.
Naquela data foi eleita a primeira diretoria. Presidente: Eurico Franco Caiuby; Vice-presidente: Honório Alvares Penteado; 1º secretário: Alvaro de Mello Barros; 2º secretário: Alberto Naddeo; 1º tesoureiro: Mário C. Pacheco; 2º tesoureiro: Roque de Mingo; Conselho Fiscal: José Maria da Silva Neves, João Baptista Ferri, João T. de Araújo, João Del Nero, Eduardo O. Pirajá, José Cucê, Juarez Almada Fagundes, Torquato Bassi, e Rafael Falco.
Em 02 de junho de 1942, a entidade já constituída como Associação Paulista de Belas Artes, recebeu os 52 sócios fundadores em sua primeira sede à Rua São Bento, 405, sala 926, no 9º andar do edifício Martinelli, no centro da capital de São Paulo, onde foi aprovado o primeiro estatuto.
Em 14 de setembro, a Associação recebeu o seu primeiro emblema. O desenho foi escolhido por meio de concurso, vencendo o artista Reyaldo Manzke, a quem coube o prêmio de cinquenta cruzeiros.
A primeira exposição coletiva da APBA ocorreu em 19 de junho de 1943, com o apoio do prefeito Prestes Maia, que cedeu o espaço da Galeria Prestes Maia e financiou a impressão dos catálogos.